# Túnel Salgueiros–Ponte (Metro do Porto)
| Túnel                                             | comp.  | (de)       | (a)        | Linhas                 |
| Túnel                                             | comp.  | Construção | Construção | Linhas                 |
| ------------------------------------------------- | ------ | ---------- | ---------- | ---------------------- |
| Campanhã–Trindade                                 | 2300 m | 2000.06    | 2002.10    |                        |
| Salgueiros–Ponte                                  | 4000 m | 2002.05    | 2003.10    |                        |
| Lapa                                              | 0500 m | ?          | 1938.10    |                        |
| Túnel J                                           | 0274 m | 2002.12    | 2003.05    | —                      |
| Contumil–Rio Tinto                                | 0950 m | 2009.09    | 2010.04    |                        |
| Guindais*                                         | 090 m  | ?          | 2004.02    | Funicular dos Guindais |
| (*) gerido pelo Metro do Porto entre 2004 e 2020. |        |            |            |                        |

O Túnel Salgueiros–Ponte é um túnel ferroviário que permite a ligação entre as estações de Salgueiros e a Ponte Luís I, do Metro do Porto, no centro da cidade do Porto, Portugal. O túnel com 4000 metros de extensão foi construído entre Maio 2002 e Outubro 2003, serve a linha D (amarela) do Metro do Porto. A longo do túnel estão as estações: de Salgueiros, dos Combatentes, do Marquês, de Faria Guimarães, da Trindade II, dos Aliados e de São Bento.

## Imagens das estações do túnel

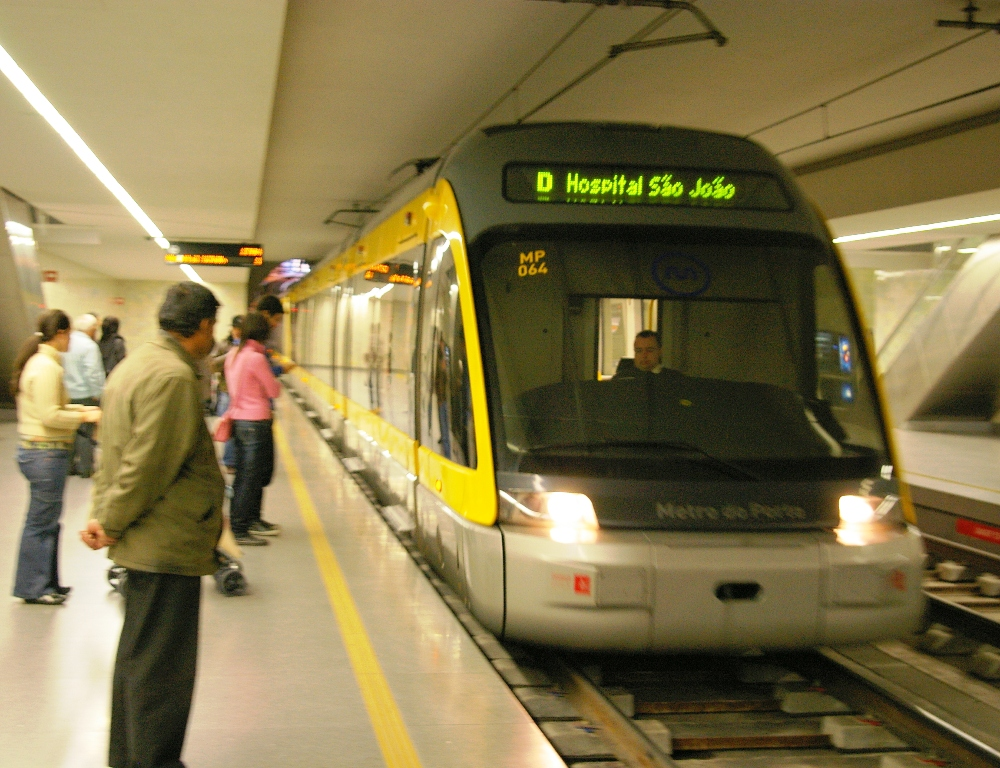
Composição MP 064 na estação de S.Bento(no Túnel Salgueiros–Ponte).
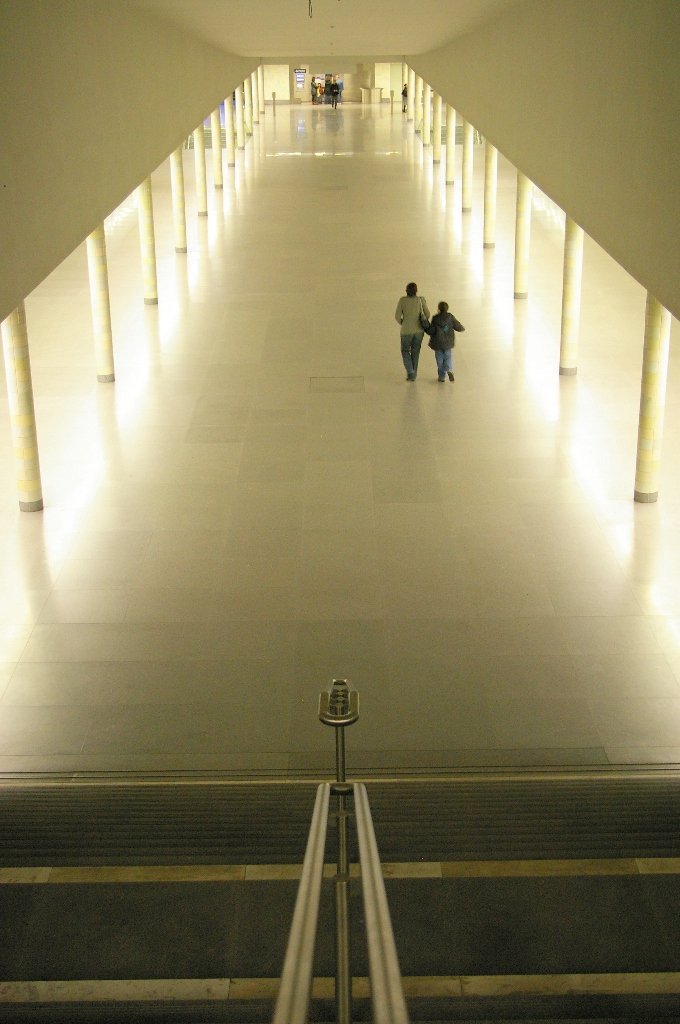
Átrio da estação de S.Bento(no Túnel Salgueiros–Ponte).
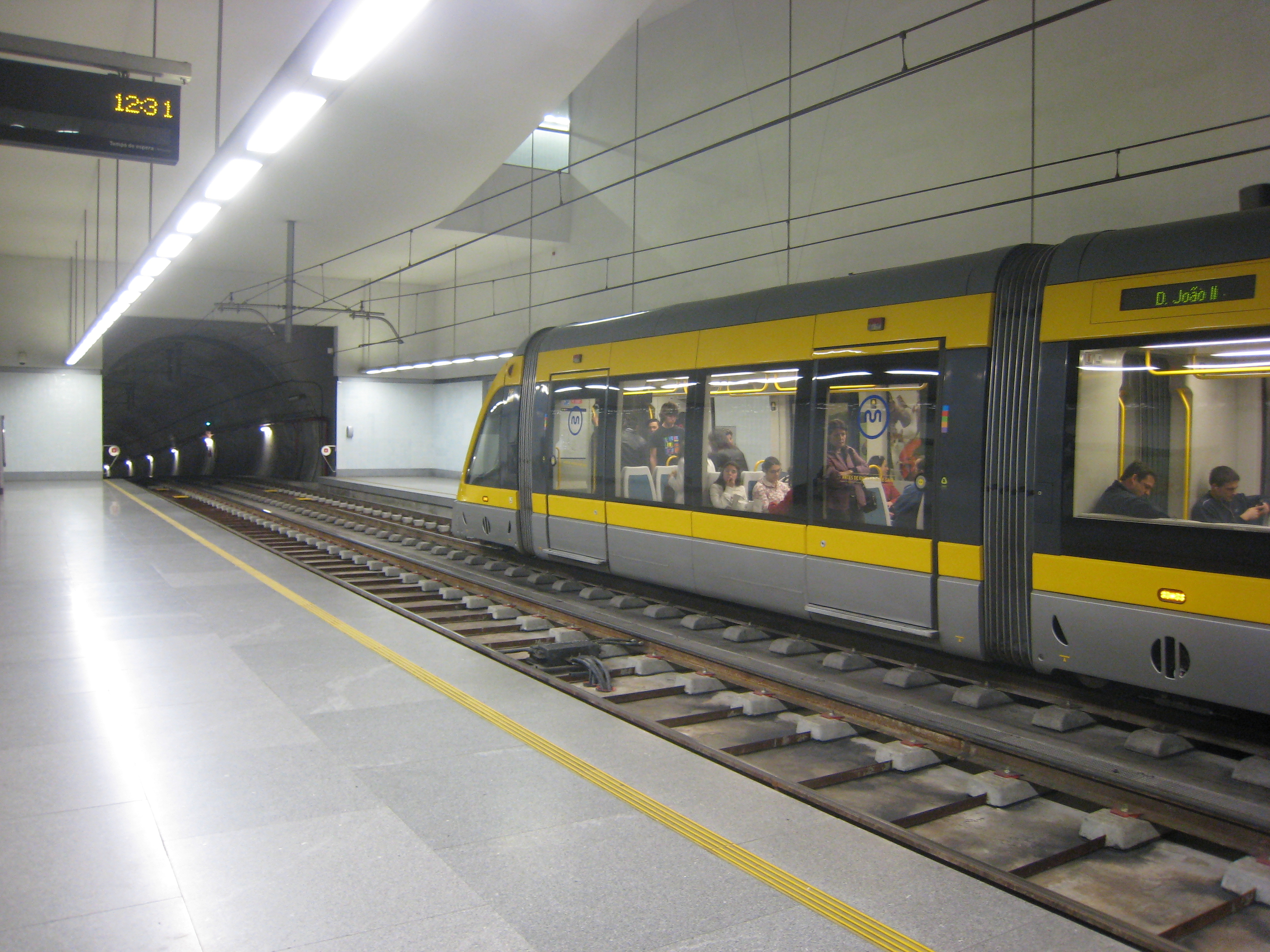
Metro na estação dos Aliados (no Túnel Salgueiros–Ponte).